# یواس‌اس لوئیزیانا (اس‌اس‌بی‌ان-۷۴۳)
یواس‌اس لوئیزیانا (اس‌اس‌بی‌ان-۷۴۳) (به انگلیسی: USS Louisiana (SSBN-743)) یک زیردریایی است که طول آن ۵۶۰ فوت (۱۷۰ متر) می‌باشد. این زیردریایی در سال ۱۹۹۶ ساخته شد.